# Districte de Mzimba
Mzimba és un districte de la regió nord de Malawi, amb capital a la ciutat homònima de Mzimba. El districte té una superfície de 10.473 habitants km2, fet que fa que sigui el districte més gran del país, una població de 940.184 habitants.

## Geografia
Les muntanyes Viphya s'estenen al llarg de la part sud i est del districte. La plana de Mzimba ocupa la part central del districte, drenada pel riu South Rukuru i els seus afluents. El límit occidental del districte es troba al llarg de la frontera entre Malawi i Zàmbia, on una curta divisió separa la conca del Rukuru South de la conca del riu Luangwa de Zàmbia.

## Govern
Hi ha dotze circumscripcions de l'Assemblea Nacional a Mzimba:
- Mzimba - Central
- Mzimba - Est
- Mzimba - Hora
- Mzimba - Luwelezi
- Mzimba - Ciutat de Mzuzu
- Mzimba - Nord
- Mzimba - Nord-est
- Mzimba - Solora
- Mzimba - Sud
- Mzimba - Sud-est
- Mzimba - Sud-oest
- Mzimba - Oest

Des del 2009.

## Ciutats del districte de Mzimba
La seu del districte és a Mzimba, tot i que, la ciutat més gran és Mzuzu, que és també la seu administrativa de la regió nord de Malawi.
- Mzimba (capital)
- Mzuzu
- Ekwendeni

## Economia
Les ocupacions més habituals són l'agricultura de subsistència de blat de moro i fesols complementada amb la ramaderia de bestiar. A més, el tabac es conrea com a cultiu comercial. Actualment hi ha 98 comitès educatius actius a Mzimba.

## Demografia
En el moment del cens de Malawi de 2018, la distribució de la població del districte de Mzimba per grup ètnic era la següent:
- 78,3% Tumbuka
- 9,1% Chewa
- 6,3% Ngoni
- 1,4% Lomwe
- 1,1% Yao
- 1,0% Tonga
- 0,9% Sukwa
- 0,4% Lambya
- 0,3% Nkhonde
- 0,1% Sena
- 0,1% Mang'anja
- 0,1% nianja
- 0,8% Altres

## Cultura
El districte està format per gent de Tumbuka amb el seu origen de dansa Cultural anomenada Vimbuza. I també, descendents del poble Ngoni de Sud-àfrica amb la seva dansa cultural Ingoma. No obstant això, la llengua principal que es parla és el chiTumbuka.
També és el centre del netball a Malawi, l'esport de més èxit de Malawi. La majoria dels jugadors de l'equip nacional, inclosa l'estrella internacional Mwayi Kumwenda, van néixer i van créixer a Mzimba.

## Història
La història diu que els Zwangendaba Ngonis eren guerrers que es van establir al nord de Malawi. Tanmateix, un cop el cap de família Zwangendaba va morir, els seus fills es van reassentar al que ara és el districte de Mzimba i set dels seus descendents encara governen. Mzimba, que significa cos humà, va rebre diverses peticions amb la idea de dividir el districte en tres a principis del 2016. Ciutadans i alguns funcionaris volien que la província fos dividida, mentre que el cap de govern no hi n'era partidari.

## Gent famosa
Mwayi Kumwenda (1989–), jugador de netball de la selecció de Malawi .